# Emilián nyelv
Az emilián nyelv (emigliân, emigliàn) az emilián–romanyol nyelv nyugati változata, Emilia történelmi régió, azaz Modena, Bologna, Párma, Ferrara, Mantova és Carrara városok nyelve. Mindkét nyelvváltozat a galloitáliai nyelvek közé tartozik. A Nemzetközi Szabványügyi Szervezet a közös emilián-romanyol nyelvnek, illetve külön az emilián és romanyol változatoknak is adott ISO-639 nyelvkódot.

## Nyelvjárások
Az emilián nyelvnek van a legtöbb beszélője (kb. 3 millió) és a legtöbb nyelvjárása is.
- mantovai
- vogherai
- piacenzai
- pármai
- reggiói
- modenai
- ferrarai
- carrarai-lunigianai (Toszkánában)

A ferrarai nyelvjárás néhány alnyelvjárását Venetó déli részén is beszélik. Vita tárgya, hogy a Mirandola környékén beszélt dialektus vajon a modenai alnyelvjárása vagy pedig külön emilián nyelvjárás, mivel jelentős eltérések vannak a modenai dialektustól a fonológiában, nyelvtanban és szókincsben.
Mivel a mantovai, paviai és vogherai nyelvjárások már igen közeli hasonlóságot mutatnak a lombard nyelvvel, ezért nyelvészek az emilián nyelvet a lombard és emilián-romanyol közötti átmenetnek tekintik.
A nyelvjárások igencsak elkülönülnek egymástól, szókincs tekintetében policentrizmus és ahhoz kapcsolódó városi partikularizmus jellemző.

## Hangtan

### Mássalhangzók
|                    |               | Ajak | Dentális | Fogmeder | Fogmedermögötti/ Palatális | Veláris |
| ------------------ | ------------- | ---- | -------- | -------- | -------------------------- | ------- |
| Zárhang/ Dörzshang | Zöngétlen     | p    | t        |          | t͡ʃ                         | k       |
| Zárhang/ Dörzshang | Zöngés        | b    | d        |          | d͡ʒ                         | ɡ       |
| Réshang            | Zöngétlen     | f    | θ        | s        |                            |         |
| Réshang            | Zöngés        | v    | ð        | z        |                            |         |
| Orrhang            | Orrhang       | m    |          | n        | ɲ                          | ŋ       |
| Nyelvpergetős      | Nyelvpergetős |      |          | r        |                            |         |
| Oldalsó            | Közép         |      |          |          | j                          | w       |
| Oldalsó            | Oldalsó       |      |          | l        | ʎ                          |         |

### Magánhangzók
|         | Elülső | Elülső | Középső | Hátsó | Hátsó |
| ------- | ------ | ------ | ------- | ----- | ----- |
| Zárt    | i iː   | y      |         | u uː  | u uː  |
| Közép   | e eː   | ø      | ə       | o oː  | o oː  |
| Közép   | ɛ ɛː   | œ      | ə       | ʌ     | ɔ ɔː  |
| Nyitott | æ      | æ      | a aː    |       |       |

## Nyelvi példa
| Emilián (bolognai)                          | Olasz                                     | Magyar                                               |
| Pèder nòster,                               | Padre nostro                              | Miatyánk,                                            |
| ch't î int al zîl,                          | Che sei nei cieli                         | aki a mennyekben vagy.                               |
| ch'al séppa santifichè al tô nómm,          | Sia santificato il tuo nome               | Szenteltessék meg a te neved.                        |
| ch'ai véggna al tô raggn,                   | Venga il tuo regno                        | Jöjjön el a te országod.                             |
| ch'ai séppa fâta la tô volontè,             | Sia fatta la tua volontà                  | Legyen meg a te akaratod.                            |
| cómm in zîl, acsé anc in tèra.              | Come in cielo, così in terra              | Amint a mennyben, úgy a földön is.                   |
| Dâs incû al nòster pan ed tótt i dé,        | Dacci oggi il nostro pane quotidiano      | Mindennapi kenyerünket add meg nekünk ma.            |
| e dscanzèla i nûster dèbet,                 | E rimetti a noi i nostri debiti           | És bocsásd meg a mi vétkeinket.                      |
| cme nuèter a i dscanzlän ai nûster debitûr, | Come noi li rimettiamo ai nostri debitori | Miképpen mi is megbocsátunk az ellenünk vétkezőknek. |
| e brîṡa lasèr ch'a cascaggna in tentaziån,  | E non ci indurre in tentazione            | És ne vigy minket a kísértésbe.                      |
| mo lébbres dal mèl.                         | Ma liberaci dal male                      | De szabadíts meg a gonosztól                         |
| Âmen.                                       | Amen.                                     | Ámen.                                                |

## Írásrendszer és irodalom
Az emilián nyelv nem szabályozott, sőt, romanyol párjával ellentétben nincsenek a 20. századnál korábbról való írásos hagyományai. Az emilián irodalom a második világháború után kezdett kialakulni, korábban csak beszélt nyelv volt. A történelmi okok és a földrajzi tagoltság tovább gátolták, hogy kialakulhasson akár korábban egy emilián irodalmi nyelv, mivel Ferrara vagy Mantova is önálló államok voltak.
Az emilián nyelvű szövegek olasz ábécé szerint íródnak, de használnak néhány kiegészítő jelet, a jellegzetes hangok leképezésére.
Jelenleg folyamatban van külön emilián wikipédia létrehozása is.

## Helyzete
Az UNESCO súlyosan veszélyeztetett nyelvként tartja számon az emiliánt, ugyanis még a családi környezetben is visszaszorulóban van.